# کت جانیس
کت جانیس (به انگلیسی: Cat Janice) با نام کامل کاترین جنیس ایپسان (به انگلیسی: Catherine Janice Ipsan) (زاده ۲۰ ژانویهٔ ۱۹۹۳- درگذشته ۲۸ فوریهٔ ۲۰۲۴) موسیقی‌دان، خواننده و ترانه‌سرا آمریکایی بود.